# Ejército de la Unión
El Ejército de la Unión (en inglés: Union Army) se refiere al Ejército de los Estados Unidos durante la guerra de Secesión. También se le conoce como Ejército Federal o Ejército Nordista.

## Historia

### Formación

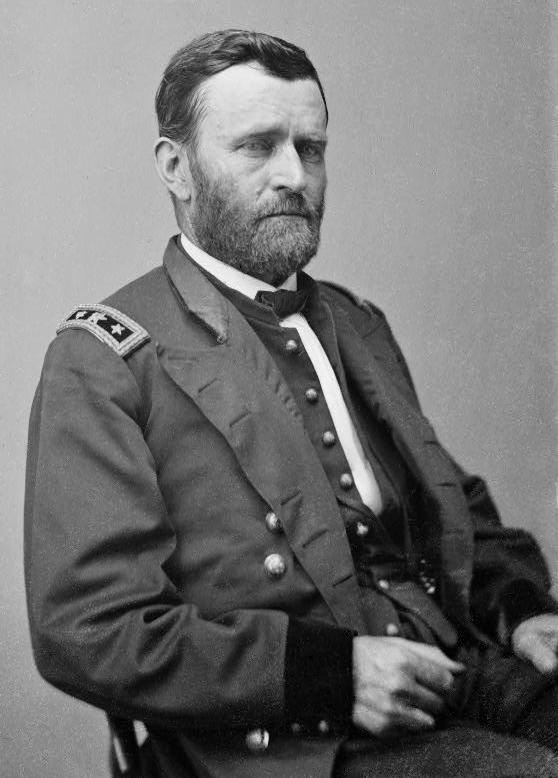
General Ulysses S. Grant.

En abril de 1861, al dar comienzo la guerra de Secesión, el Ejército de los Estados Unidos estaba formado por tan sólo 16 000 hombres profesionales y muchos soldados y oficiales oriundos de los estados sureños renunciaron al mismo para pasar a formar parte del Ejército Confederado que comenzaron a organizar los nacientes Estados Confederados de América. El Ejército de la Unión estaba compuesto por diez regimientos de infantería, cuatro de artillería, dos de caballería, y uno de infantería montada. Estos regimientos fueron dispersados en forma extensiva por todo el territorio. De las 197 compañías en el ejército, 179 ocuparon posiciones aisladas en el oeste y las 18 restantes sirvieron en guarniciones al este del río Misisipi, sobre todo a lo largo de la frontera canadiense y en la costa atlántica.
Con la secesión de los estados meridionales, y con una escasez drástica de hombres en el Ejército, el presidente de los EE. UU. Abraham Lincoln hizo un llamamiento a los estados del norte para organizar una fuerza militar de 75 000 voluntarios durante tres meses para eliminar la insurrección del sur. La guerra demostraría ser más larga y mayor de lo que cualquiera habría esperado, y el 22 de julio de 1861 el Congreso de los Estados Unidos autorizó la formación de un ejército compuesto por voluntarios con una plantilla de 500 000 hombres. Fue este aumento de las tropas federales el que incitó a otros cuatro estados más del sur a la secesión, convirtiendo así a la Confederación la suma total de once estados.
Al principio, el llamamiento de voluntarios fue fácilmente cubierto por nordistas de convicciones patrióticas, por abolicionistas, e incluso por inmigrantes de origen europeos que se alistaron con la esperanza de una paga constante y de recibir las raciones del Ejército. Más de 10 000 colonos de origen alemán en los estados de Nueva York y Pensilvania respondieron inmediatamente a la llamada de Lincoln para ofrecerse como voluntarios, y también se ofrecieron rápidamente voluntarios de origen francés. Como más y más hombres eran necesarios habida cuenta del desarrollo de las operaciones, la afluencia de voluntarios se redujo, pero sin embargo, entre abril de 1861 y abril de 1865, por lo menos dos millones y medio de hombres servirían en el Ejército de la Unión, la mayoría de los cuales eran voluntarios.
Se ha sostenido ampliamente el error de que el sur tuvo como ventaja inicial la de contar con un alto porcentaje de militares profesionales que renunciaron al Ejército de la Unión para formar parte del Ejército confederado. En el comienzo de la guerra, había 824 graduados de la academia militar de West Point en la lista activa; de éstos, 296 dimitieron o fueron despedidos y 184 de ellos se convirtieron en oficiales confederados. De los aproximadamente 900 graduados de la Academia de West Point que eran entonces civiles (retirados), 114 volvieron al Ejército de la Unión y 99 al Confederado. Por lo tanto, el número total de oficiales profesionales en ambos ejércitos era de 754 para la Unión frente a 283 para la Confederación (uno de los oficiales que renunciaron era Robert E. Lee, a quien le habían ofrecido inicialmente el cargo de comandante en jefe del Ejército de la Unión). El Sur sí tenía la ventaja de disponer de licenciados de otras universidades militares, tales como el instituto militar de Citadel y de Virginia (VMI), pero produjeron un número comparativamente pequeño de oficiales.

### Organismos

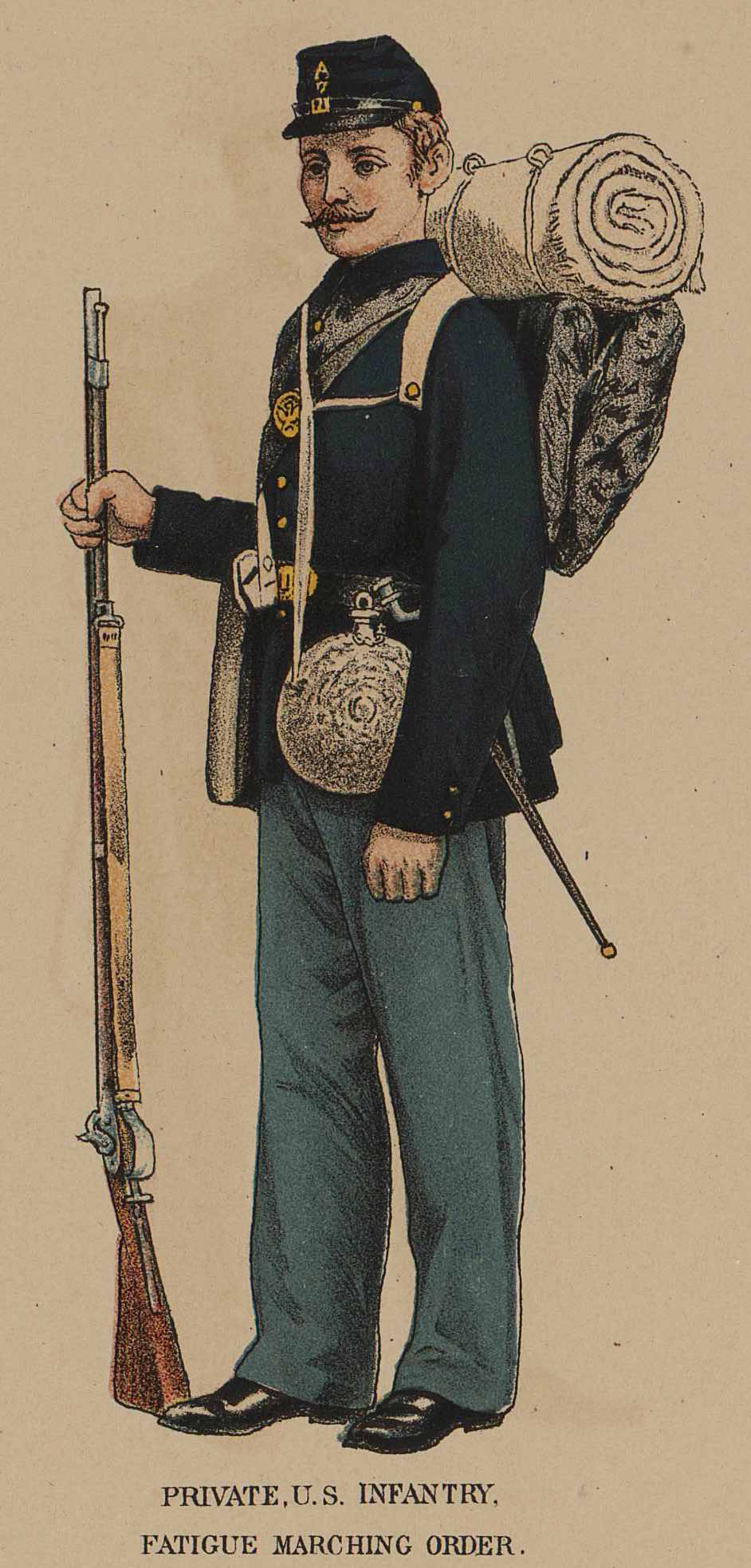
Soldado de la Unión.

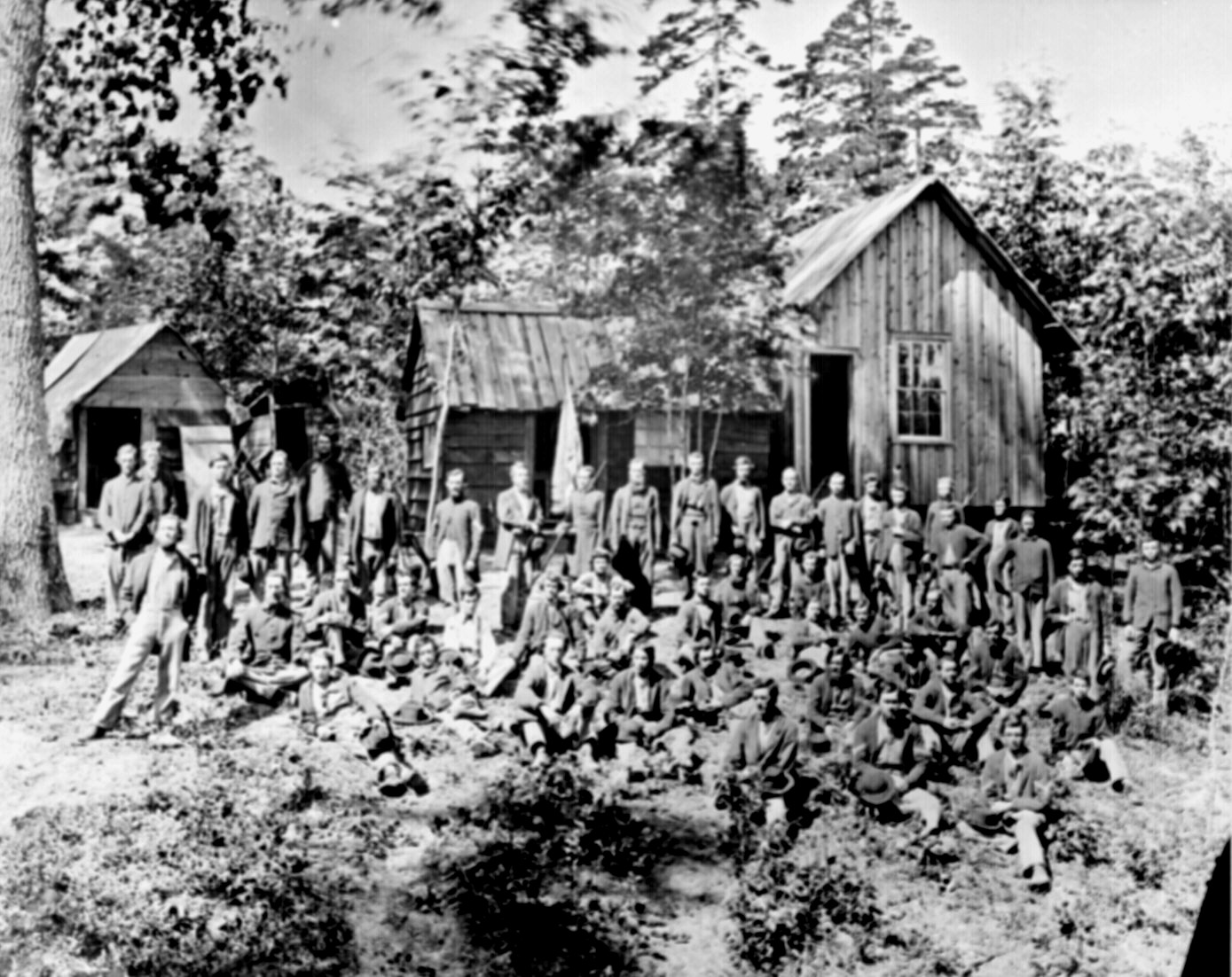
El 21.º regimiento de Infantería de Míchigan, compañía de veteranos de William T. Sherman.

El Ejército de la Unión estuvo compuesto por numerosos organismos, que generalmente fueron agrupados en forma geográfica.
- Departamento: el departamento cubría una región definida, incluyendo las responsabilidades de las instalaciones federales internas y para los ejércitos en campaña dentro de sus límites. Los Departamentos con nombres de estados se referían generalmente a los estados meridionales que habían sido ocupados por los soldados de la Unión, ya que era más común denominar a los departamentos por los ríos (departamento del Tennessee, departamento del Cumberland, etc.) o regiones (departamento del Pacífico, departamento de Nueva Inglaterra, departamento del Este, departamento del Oeste, etcétera).

- Distrito: el distrito era una subdivisión de un departamento (distrito de El Cairo, distrito de Tennessee del este, etc.) Había también subdistritos para regiones más pequeñas.
- División militar: era un conjunto de departamentos bajo la supervisión de un comandante (división militar del Misisipi, división militar del golfo, etc.). Las divisiones militares eran similares a las regiones descritas por el término más moderno de teatro de operaciones.
- Ejército: el ejército era la fuerza de combate que estaba generalmente, pero no siempre, asignada a un distrito o a un departamento, aunque podía operar en áreas más amplias. Algunos de los ejércitos más destacados eran (agrupados según su teatro de operaciones):
- Teatro Oriental: incluía Virginia, Virginia Occidental, Maryland, Pensilvania y Carolina del Norte.
  - Ejército del James, el ejército que operó en la península de Virginia, al mando de Benjamin Butler y Edward Ord (1864-1865).
  - Ejército del Potomac, el ejército principal en el teatro del este, que estuvo al mando de George B. McClellan, Ambrose E. Burnside, Joseph Hooker y George G. Meade (1861-1865). Llegó a tener entre 150 000 y 250 000 soldados.
  - Ejército del Shenandoah, el ejército que operó en el valle de Shenandoah, bajo el mando de David Hunter, Philip Sheridan y Horatio G. Wright (1861 y 1864-1865).
  - Ejército de Virginia, el ejército que estuvo bajo el mando de John Pope para la campaña del Norte de Virginia (1862).
- Teatro Occidental: incluía Tennessee, Georgia y Carolina del Sur.
  - Ejército del Tennessee, el ejército más famoso del teatro occidental, operando a través de Kentucky, Tennessee, Misisipi, Georgia, Carolina del Norte y Carolina del Sur, al mando de Ulysses Simpson Grant, William T. Sherman, James B. McPherson y Oliver O. Howard (1861-1865). Llegó a tener entre 100 000 y 250 000 soldados.
  - Ejército de Georgia, que atacó las Carolinas, al mando de William T. Sherman (1864-1865).
  - Ejército del Ohio, que operó inicialmente en el estado de Kentucky y luego en Tennessee y Georgia, al mando de Don Carlos Buell, Ambrose Burnside y John M. Schofield (1861-1862 y 1863-1865).
  - Ejército del Cumberland, el ejército que operó inicialmente en Tennessee, y más tarde en Georgia, al mando de William S. Rosecrans y George Henry Thomas (1862-1865).
- Teatro del Bajo Litoral: incluía las costas de Florida, Alabama, Misisipi, Luisiana, Texas y Carolina del Sur.
- Teatro Trans-Misisipi: incluía Luisiana Occidental, Texas, Arkansas, Misuri y la actual Oklahoma.
  - Ejército del Golfo, el ejército que operó en la región fronteriza con el golfo de México, al mando de Benjamin Butler, Nathaniel P. Banks y Edward Canby (1862-1865).
  - Ejército del Misisipi: fue un ejército de breve existencia que operó en el río Misisipi en dos ocasiones, la primera en 1862 al mando de John Pope y de William S. Rosecrans; y la segunda bajo el mando de John A. McClernand, en 1863.
- Teatro de la Costa del Pacífico: incluía California, Oregón, Nevada, Washington, Utah, Idaho y Nuevo México.

Cada uno de estas organizaciones importantes estuvo normalmente al mando de un mayor general (jerarquía más alta del grado de general en Estados Unidos). El comandante del departamento o del distrito generalmente también tenía agregado el mando del ejército en campaña del mismo nombre, pero ocurrieron algunos conflictos dentro de los rangos cuando ello no era así, particularmente cuando un ejército cruzó un límite geográfico.
El Ejército Regular, un término usado para referirse al ejército permanente de los Estados Unidos, quedó entremezclado dentro de varias unidades y formaciones, formando un cuadro de tropas experimentadas y entrenadas del Ejército de la Unión. Esta fuerza era muy pequeña comparada con el refuerzo masivo de voluntarios que constituyeron la mayor parte del Ejército de la Unión.

### Mandos

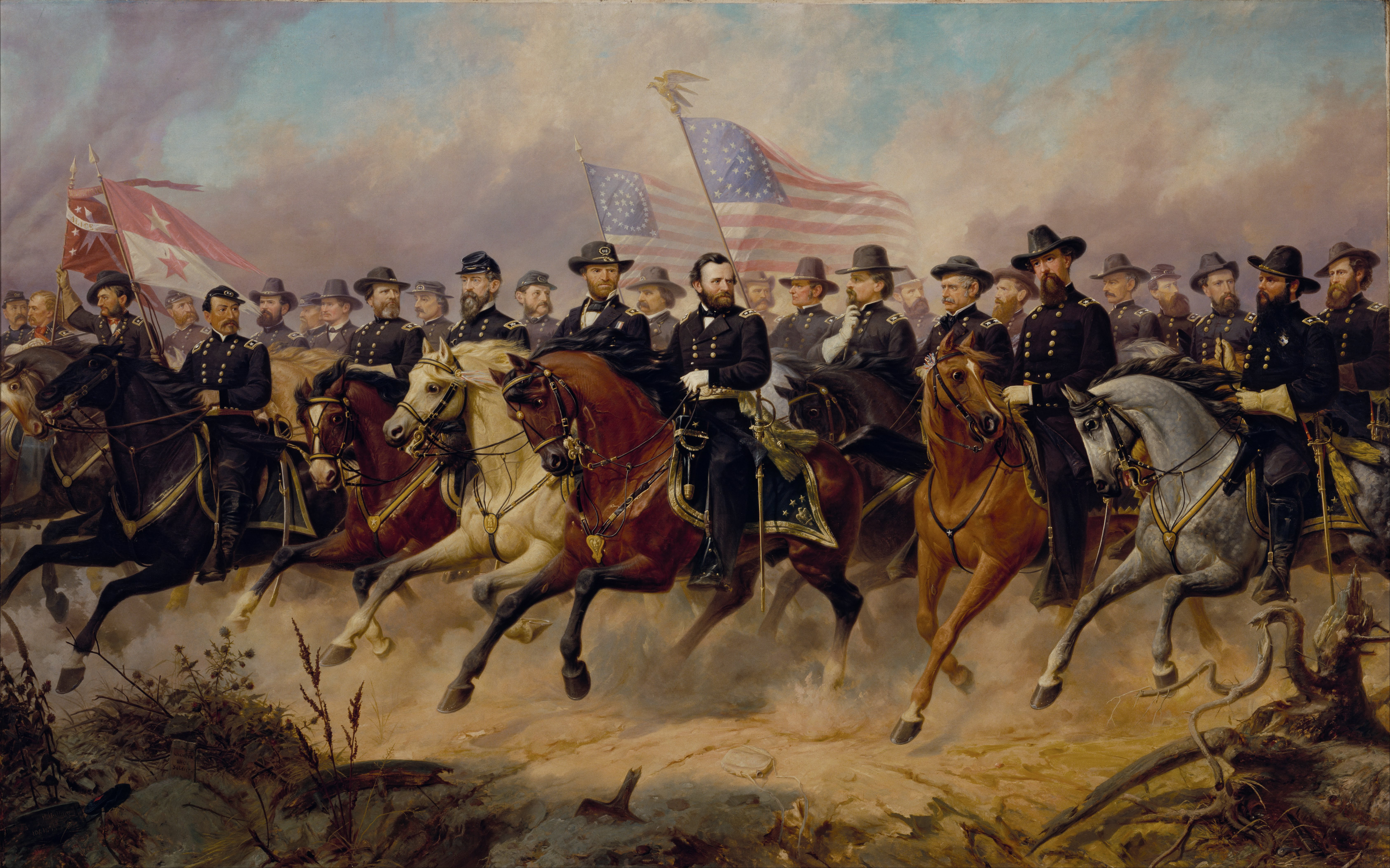
Grant y sus generales, pintura de Ole Peter Hansen Balling.

El cargo de comandante en jefe del Ejército de la Unión fue ocupado, a lo largo de la guerra, por los siguientes generales:
- Winfield Scott: del 5 de julio de 1841 al 1 de noviembre de 1861;
- George B. McClellan: del 1 de noviembre de 1861 al 11 de marzo de 1862;
- Henry W. Halleck: del 23 de julio de 1862 al 9 de marzo de 1864;
- Ulysses Simpson Grant: del 9 de marzo de 1864 al 4 de marzo de 1869.

(el intervalo entre el 11 de marzo de 1862 y el 23 de julio de 1862 fue cubierto mediante el control directo del ejército por el presidente Abraham Lincoln y el secretario de la guerra Edwin M. Stanton, con la ayuda de una junta de guerra que fue establecida el 17 de marzo de 1862. La Junta estuvo compuesta por Ethan A. Hitchcock, como presidente, con los jefes de departamento para la guerra Lorenzo Thomas, Montgomery C. Meigs, Joseph G. Totten, James W. Ripley y Joseph P. Taylor).
Scott era un antiguo veterano de la Intervención estadounidense en México y por su edad no podía realizar sus deberes con la debida eficacia. La guerra no fue bien para el norte durante los primeros dos años, y fueron muchos los que hicieron recaer las culpas de ello en las pobres cualidades de estratega y en la excesiva cautela del sucesor de Scott, el comandante general George B. McClellan. McClellan condujo la desastrosa campaña de la península y fue sustituido por Halleck como comandante en jefe a consecuencia de los pobres resultados. Aunque era popular entre los soldados, McClellan fue relevado de su cargo por su excesiva cautela y su relación polémica con su superior jerárquico, el presidente de los Estados Unidos Abraham Lincoln, siendo sucedido por Henry W. Halleck, que llegó precedido por informes muy favorables desde el teatro occidental, pero era más un administrador que un planificador y comandante en jefe.
Ulysses Grant fue el último comandante en jefe del Ejército de la Unión. Cuando fue nombrado en marzo de 1864 nuevo comandante en jefe del Ejército de la Unión y teniente general ya había alcanzado la fama con motivo de sus victorias.
Grant supervisó al Ejército del Potomac (que fue conducido formalmente por su subordinado, el comandante general George G. Meade) en propinar los golpes de gracia finales a la Confederación mediante las derrotas decisivas de las fuerzas confederadas en una serie de reñidas batallas en Virginia, culminadas con la conquista de la ciudad de Richmond, la capital de la Confederación. Fue él quien desarrolló la estrategia de asaltos simultáneos coordinados contra amplias partes de la Confederación, siendo los más importantes las campañas de Georgia y de las Carolinas de William Tecumseh Sherman y la campaña del valle de Shenandoah de Philip Sheridan. Estas campañas fueron caracterizadas por otra noción estratégica de Grant, la de negar al enemigo los suministros necesarios para continuar la guerra mediante la destrucción extensiva de sus fábricas y granjas a lo largo de las rutas seguidas por los ejércitos invasores de la Unión.
Grant tenía críticos que presentaron protestas con razón de las elevadísimas cifras de bajas sufridas por el Ejército de la Unión mientras que él estuvo en el cargo de comandante en jefe del mismo, pero el presidente Abraham Lincoln no sustituyó a Grant, porque, según palabras del propio Lincoln: «No puedo reemplazar a este hombre. Él lucha».

### Victoria

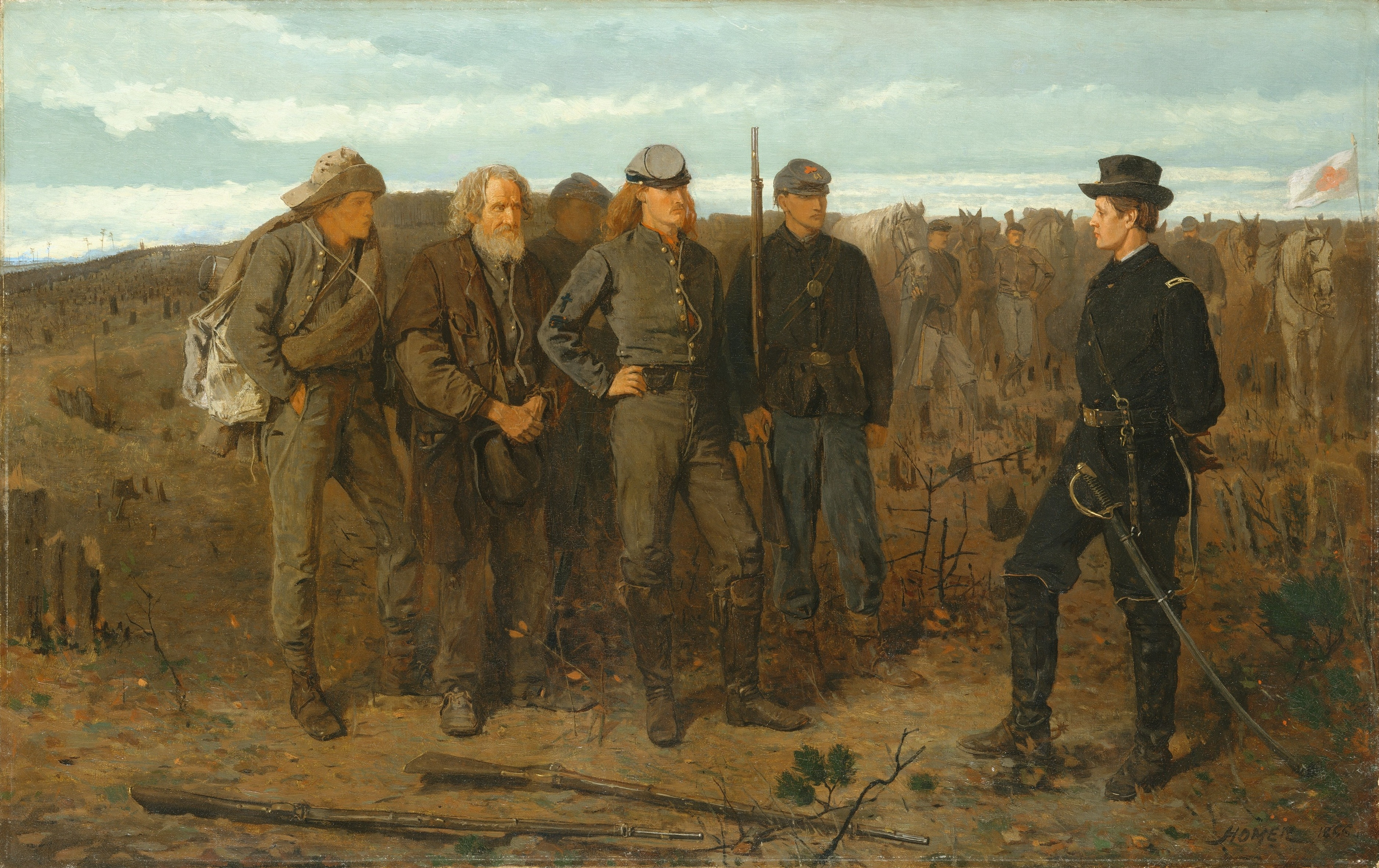
Prisoners from the Front, pintura de Winslow Homer.

Las victorias decisivas del Ejército Federal al mando de Grant llevaron finalmente a la rendición incondicional de los Estados Confederados de América (como nota curiosa, algunos periódicos de territorios del norte de Estados Unidos acuñaron la expresión «rendición incondicional» Grant). Los diplomáticos sudistas habían estado intentando lograr una paz negociada (o incluso una rendición condicional) desde la batalla de Gettysburg en julio de 1863, pero los líderes del Gobierno federal no aceptaron ninguna propuesta al efecto, ya que prevalecía la opinión de que cualquier concesión del Gobierno de los Estados Unidos, habiendo derrotado al Ejército Confederado en el campo de batalla, sería una victoria a corto plazo y podría dejar la puerta abierta a una reedición del conflicto.
Esa meta finalmente fue alcanzada el 9 de abril de 1865, cuando Robert E. Lee rindió oficialmente el Ejército de Virginia del Norte al general Ulysses Simpson Grant en el Palacio de Justicia de Appomattox. Aunque había otros ejércitos confederados que se entregarían en las semanas siguientes, tales como el de Joseph E. Johnston en Carolina del Norte, esta fecha es sin embargo simbólica del final de la guerra más sangrienta de la historia americana, del fin de los Estados Confederados de América, y del principio del proceso lento de la reconstrucción del país.

## Bajas

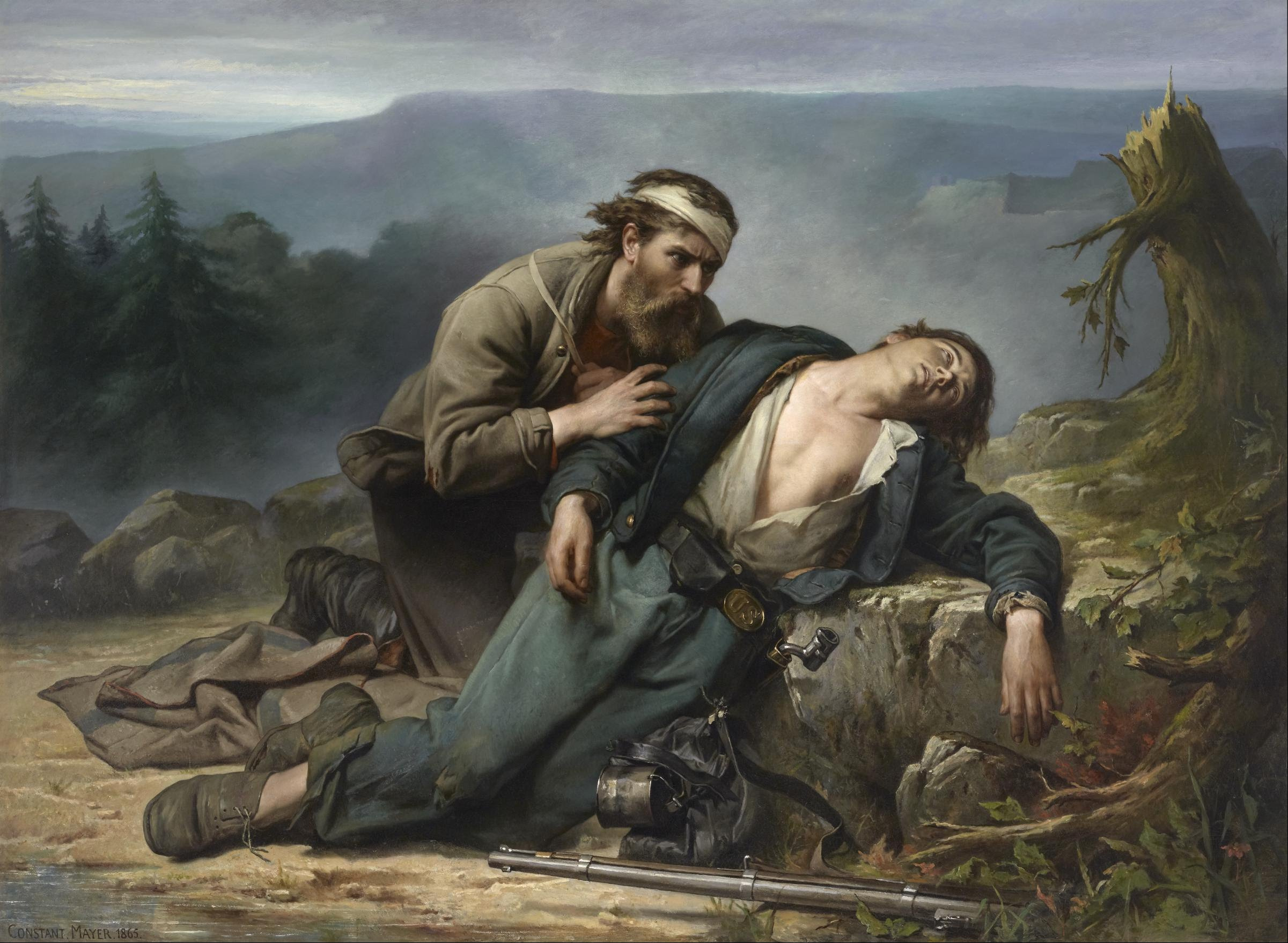
Recognition: North and South, pintura de Constant Mayer.

De los dos millones y medio de hombres que desempeñaron servicios en el Ejército federal durante la guerra civil estadounidense, cerca de 390 000 murieron en combate, o de lesiones sostenidas en combate, enfermedad, u otras causas, y 280 000 resultaron heridos. Más de uno de cada cuatro soldados de la Unión resultó muerto o herido durante la guerra; las cifras de muertes en el Ejército Confederado fueron incluso peores, ya que uno de cada tres de sus soldados resultó muerto o herido. Este es el coeficiente más alto de muertes en cualquiera de las guerra en las que se han visto implicados los Estados Unidos. En comparación, uno de cada dieciséis soldados estadounidenses resultó muerto o herido en la Segunda Guerra Mundial, y solamente uno de cada veintidós durante la guerra de Vietnam.
En total, 680 000 hombres murieron durante la Guerra Civil. Ello supuso una devastación para el país por el hecho de que había solamente 34 millones de habitantes en los Estados Unidos en aquella época, así que el 4% de la población masculina del país resultó muerta en la guerra. En términos de hoy, sería el equivalente a 5,9 millones de hombres muertos en una guerra.

## Grupos étnicos

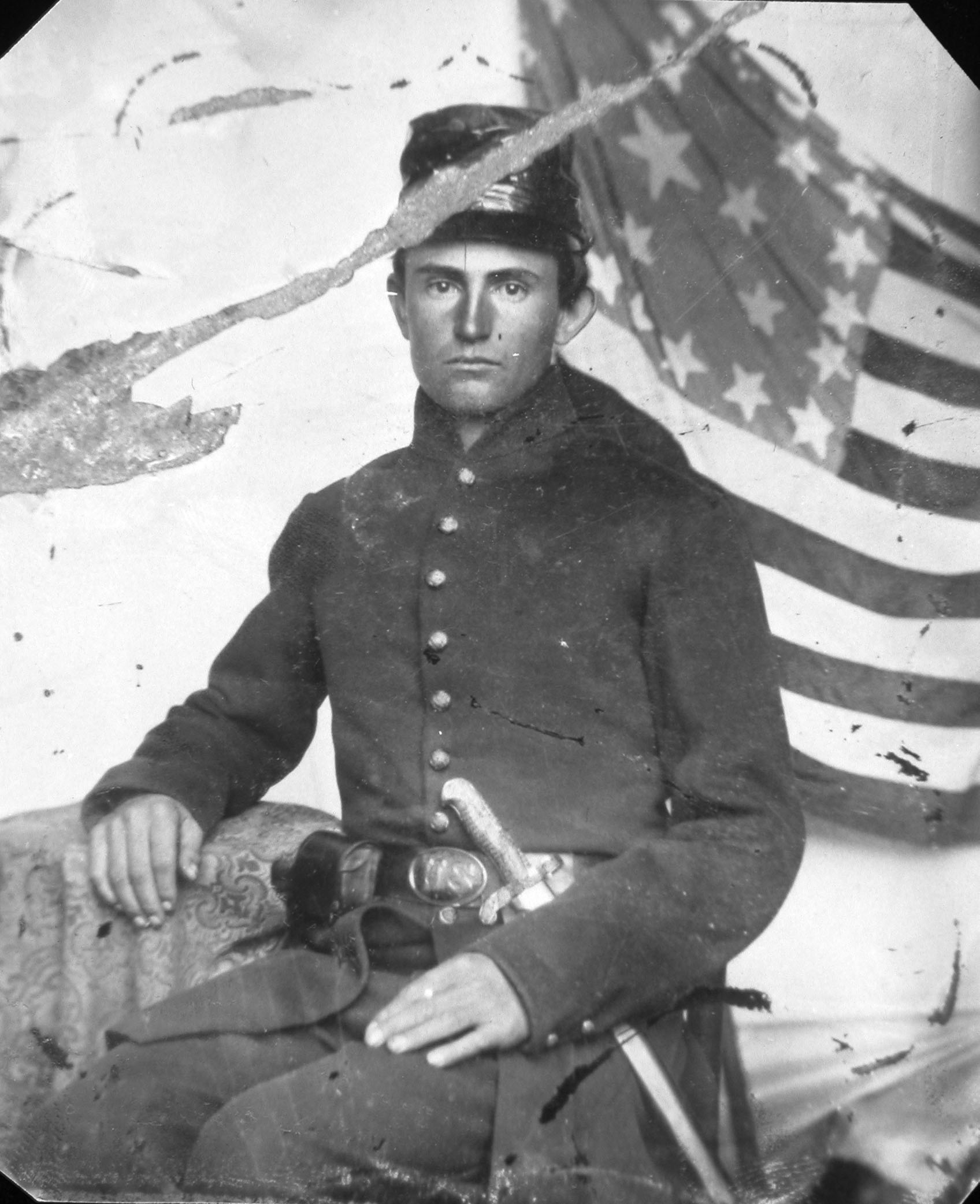
Soldado Samuel K. Wilson (1841-1865), Sturgis Rifles, Infantería Voluntaria de Illinois (1862).

El Ejército federal abarcaba una gran variedad de grupos étnicos, incluyendo una gran cantidad de inmigrantes. Cerca del 25% de los blancos que sirvieron en el Ejército federal eran nacidos en el extranjero.
De aproximadamente 2,2 millones de soldados de la Unión:
- 1 millón (45,4% de todos los soldados de la Unión) eran americanos nativos de ascendencia británica.
- 516 000 (23,4% de todos los soldados de la Unión) eran alemanes; cerca de 216 000 eran originarios de Alemania.
- 210 000 (9,5% de todos los soldados de la Unión) eran afroestadounidenses. La mitad eran hombres libres que vivían en el norte, y la otra mitad eran exesclavos o esclavos escapados del sur. Muchos de estos hombres desempeñaron servicios en más de 160 regimientos de color. La historia de uno de estos regimientos, el 54.º Regimiento de Infantería de Voluntarios de Massachusetts, fue llevada al cine con la película Glory en 1989.
- 200 000 (9,1% de todos los soldados de la Unión) eran irlandeses.
- 90 000 (4,1% de todos los soldados de la Unión) eran neerlandeses.
- 50 000 (2,3% de todos los soldados de la Unión) eran originarios de Canadá.
- 50 000 (2,3% de todos los soldados de la Unión) eran originarios de Inglaterra.
- 40 000 (1,8% de todos los soldados de la Unión) eran franco-canadienses o franceses.
- 20 000 (0,9% de todos los soldados de la Unión) eran escandinavos (noruegos, suecos y daneses).
- 7000 eran italianos.
- 7000 eran mexicanos.
- 5000 eran polacos.
- 4000 fueron aborígenes norteamericanos.
- Además hubo húngaros, portugueses, chinos, indios y otras nacionalidades.

Muchos soldados inmigrantes formaron sus propios regimientos, tales como los fusileros suizos (15.º Regimiento de Misuri); el de Guardias de Lafayette (55.ª Compañía de Nueva York); la Guardia de Garibaldi (39.ª Compañía de Nueva York); la Milicia de Martínez (1.er Regimiento de Nuevo México); la Legión polaca (58.º Regimiento de Nueva York); los Rangers alemanes (52.º Regimiento de Nueva York); la Guardia Nacional Mexicana (3.ª división Oaxaca); y el regimiento escandinavo (15.º Regimiento de Wisconsin). Pero la mayor parte de los soldados extranjeros fueron dispersados entre las distintas unidades.
En comparación, el Ejército Confederado no era muy diverso. El 91% de los soldados confederados eran descendientes de británicos, y solamente el 9% eran nacidos en el exterior.

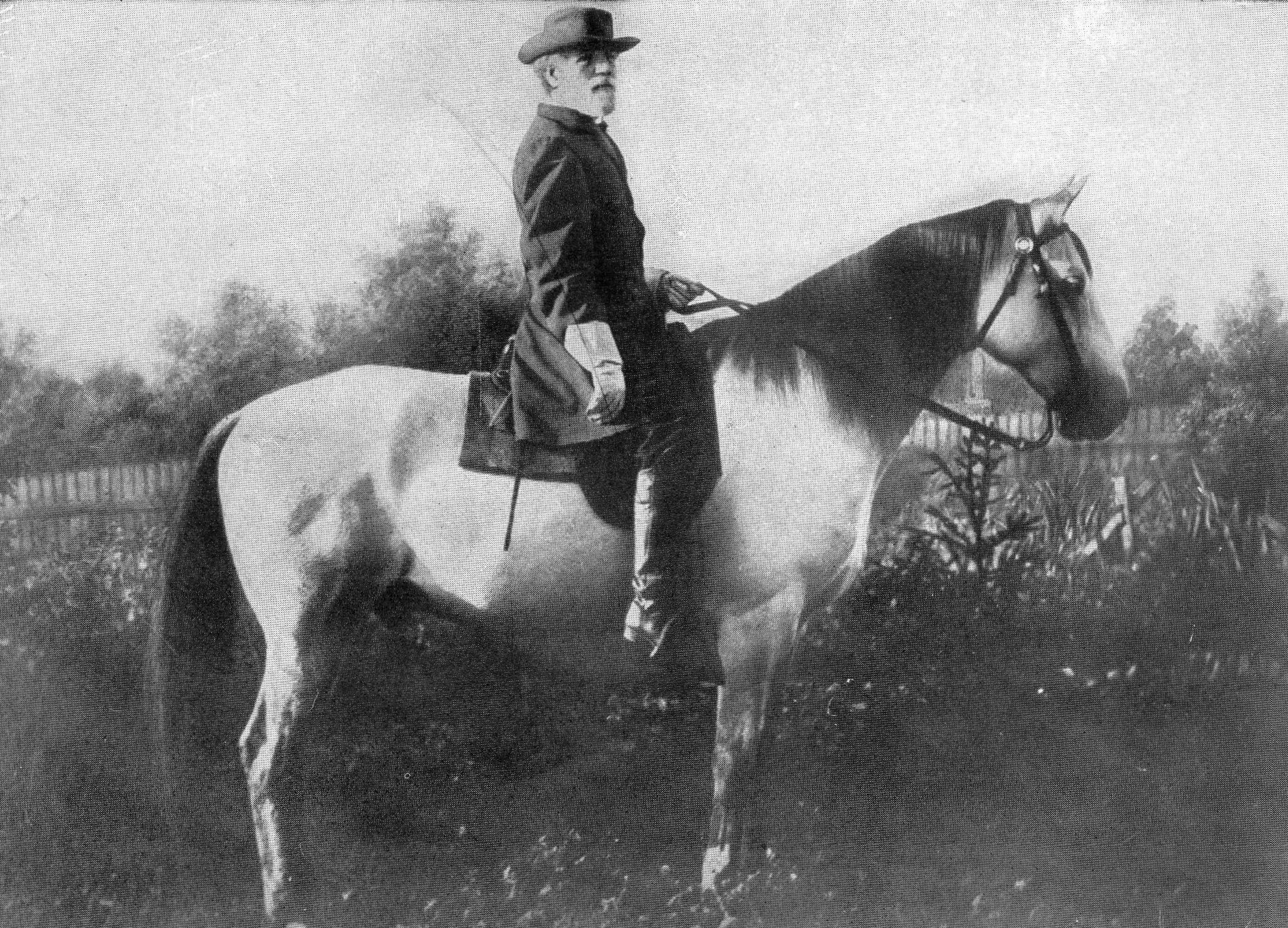
El general Robert E. Lee montando a Traveller.

### Afroamericanos en el ejército de la unión

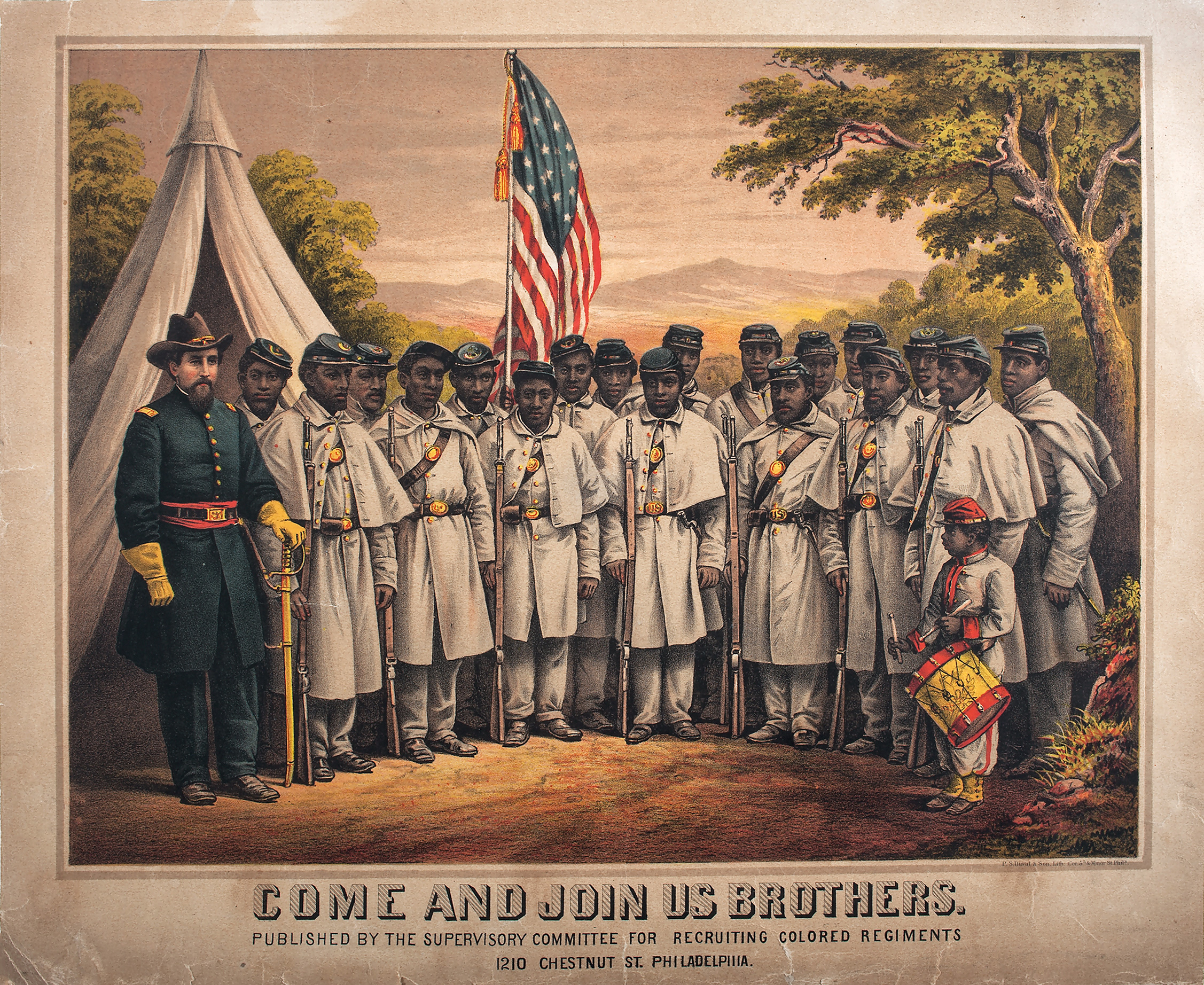
Cartel de reclutamiento para las tropas de color.

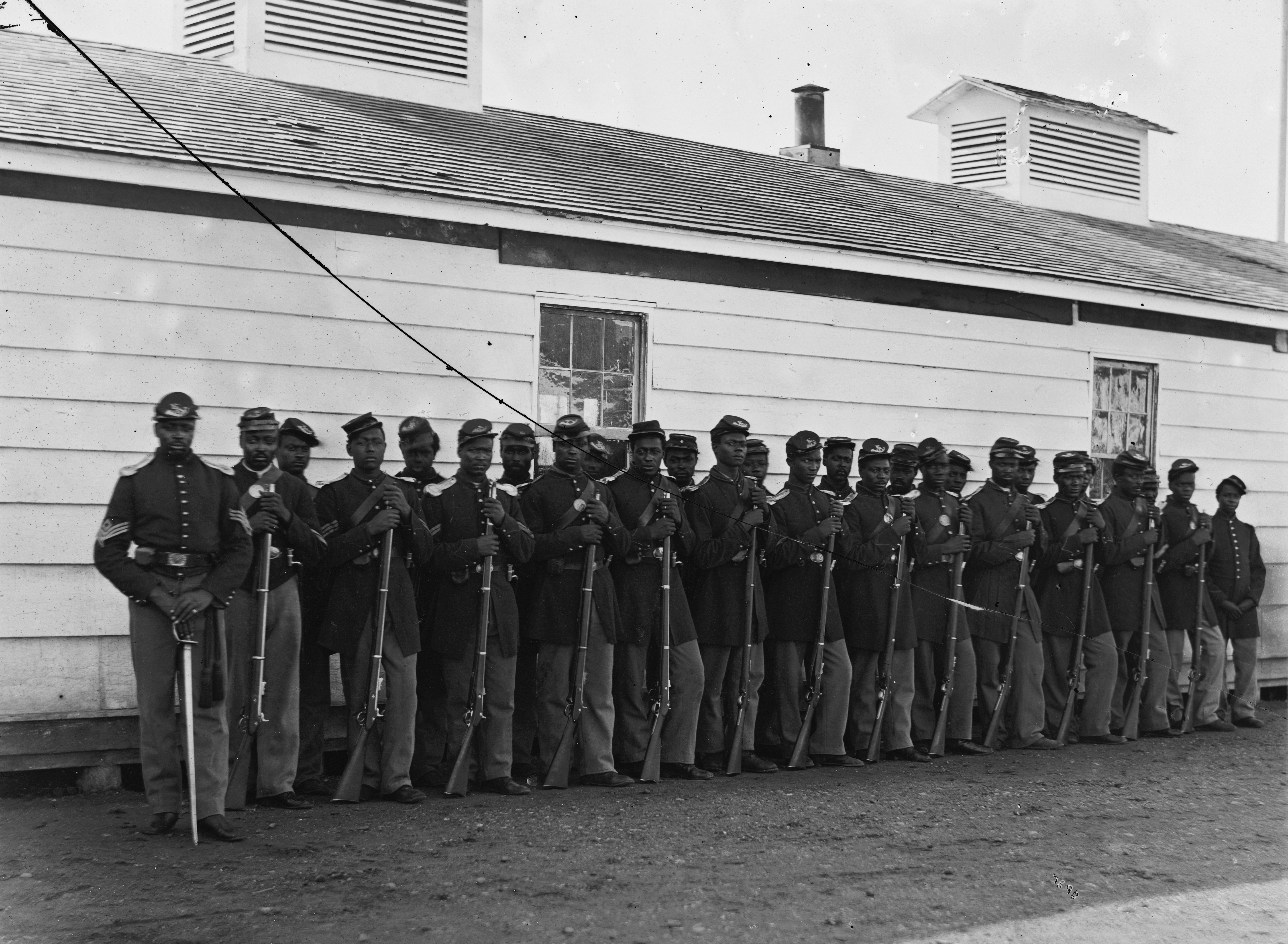
Compañía E, 4.º regimiento de color de Estados Unidos en Fort Lincoln, 17 de noviembre de 1865.

La cuestión de crear regimientos afroamericanos para el esfuerzos de guerra de la Unión, en un principio no fue bien visto por los funcionarios dentro de la estructura de mando de la Unión, con el presidente Abraham Lincoln incluido. Tanto los afroamericanos libres y fugitivos esclavos se unieron a la lucha.
El Departamento de Guerra de los Estados Unidos emitió la Orden General Número 143 de 22 de mayo de 1863, que creó la Oficina de tropas de color para facilitar la contratación de los soldados afroamericanos para luchar por el ejército de la Unión. Regimientos, incluyendo infantería , caballería , ingenieros , artillería ligera, artillería pesada y otra unidades, fueron reclutadas de todos los estados de la Unión y se conocían como las tropas de color de los Estados Unidos (United States Colored Troops , USCT). Antes de que se formara la USCT, varios regimientos de voluntarios negros libres fueron formados, incluidos libertos del Sur. Casi todos los regimientos de voluntarios negros fueron convertidas en unidades USCT.
Los regimientos USCT fueron dirigidos por oficiales blancos, mientras que el avance de rango era limitado en los soldados negros. A los soldados negros se les pagaba menos que a los soldados blancos hasta el final de la guerra y tuvieron, en general, un trato duro.

## Deserciones y motines
La deserción supuso un grave problema durante la Guerra Civil para ambos bandos. Las dificultades diarias de la guerra, marchas forzadas, sed, calor sofocante, enfermedades, retrasos en las pagas, preocupación por la familia, impaciencia en la monotonía y la inutilidad del servicio inactivo, pánico en la víspera de la batalla, el sentido del tedio de la guerra, la falta de confianza en los comandantes y el desaliento de la derrota (especialmente álgido desde muy pronto para el Ejército federal), todo ello tendió a bajar la moral del Ejército de la Unión y, en consecuencia, a aumentar las deserciones.
En 1861 y 1862 la guerra iba mal para el Ejército federal, con lo que hubo, según algunos cálculos, 180 000 deserciones. En los años 1863 y 1864, los dos años más amargos de la guerra, el Ejército de la Unión sufrió una tasa de unas 200 deserciones diarias, para un total de 150 000 deserciones durante esos dos años. Esto pone el número total de deserciones del Ejército de la Unión durante los cuatro años de la guerra en casi 350 000. Usando estos números, el 15% de soldados de la Unión desertó en algún momento durante el curso de la guerra. Los números oficiales cifraron el número de desertores del Ejército federal en 200 000 para toda la guerra, es decir, casi el 8% de sus soldados. Se estima que 1 de cada 3 desertores volvió a sus regimientos, voluntariamente o después de ser arrestado y ser enviado de regreso.
De todos los grupos étnicos en el Ejército de la Unión, el de los irlandeses tenía el número más alto de deserciones per cápita.
Los irlandeses fueron también los protagonistas principales en los disturbios acontecidos en 1863 en la ciudad de Nueva York (véase el artículo Draft Riots). Los disturbios afectaron a varias ciudades, pero principalmente a Nueva York. Una multitud formada principalmente por inmigrantes irlandeses causó diversos desmanes en el verano de 1863, con un punto de máxima incidencia en julio, debido a problemas de discriminación hacia ellos. Una muchedumbre enfervorizada atacó todo: desde iglesias afroestadounidenses hasta un orfanato o las oficinas del New York Tribune. Se enviaron tropas federales, que llegaron a abrir fuego contra los revoltosos. Al finalizar los disturbios, el balance de víctimas entre muertos y heridos era de unas 1000 personas.

## Rangos e insignia
| Estructura de rangos de oficiales en el Ejército de la Unión | Estructura de rangos de oficiales en el Ejército de la Unión | Estructura de rangos de oficiales en el Ejército de la Unión | Estructura de rangos de oficiales en el Ejército de la Unión | Estructura de rangos de oficiales en el Ejército de la Unión | Estructura de rangos de oficiales en el Ejército de la Unión | Estructura de rangos de oficiales en el Ejército de la Unión | Estructura de rangos de oficiales en el Ejército de la Unión | Estructura de rangos de oficiales en el Ejército de la Unión | Estructura de rangos de oficiales en el Ejército de la Unión | Estructura de rangos de oficiales en el Ejército de la Unión |
| General                                                      | General de División                                          | General de brigada                                           | Coronel                                                      | Teniente coronel                                             | Mayor                                                        | Capitán                                                      | Teniente                                                     | Alférez                                                      |                                                              |                                                              |
| ------------------------------------------------------------ | ------------------------------------------------------------ | ------------------------------------------------------------ | ------------------------------------------------------------ | ------------------------------------------------------------ | ------------------------------------------------------------ | ------------------------------------------------------------ | ------------------------------------------------------------ | ------------------------------------------------------------ | ------------------------------------------------------------ | ------------------------------------------------------------ |

Las insignias se ponían en las hombreras del uniforme.